# Le Viol (téléfilm)
Pour les articles homonymes, voir Le Viol et Viol.
Pour plus de détails, voir Fiche technique et Distribution.
Le Viol est un téléfilm dramatique biographique belge coécrit et réalisé par Alain Tasma, diffusé en 2017. Il s’agit de l’adaptation du livre Et le viol devint un crime de Jean-Yves Le Naour et Catherine Valenti, sur l’affaire Tonglet-Castellano en 1974.
Il est d’abord diffusé en juin 2017 sur RTS Un au Suisse romande. En France, il est projeté en septembre 2017 en avant-première à l’École nationale de la magistrature (ENM) à Bordeaux, puis, dans le même mois, au Festival de la fiction TV de La Rochelle en « hors compétition » avant sa diffusion sur France 3.

## Synopsis
Agressées et violées par trois hommes dans une calanque le 21 août 1974 à Marseille, deux jeunes femmes belges et leurs trois avocates combattent ensemble pour amener les agresseurs devant la cour d’assises d’Aix-en-Provence.

## Fiche technique
- Titre original : Le Viol
- Réalisation : Alain Tasma
- Scénario : Natalie Carter et Alain Tasma, d’après le livre Et le viol devint un crime de Jean-Yves Le Naour et Catherine Valenti (2014)[1]
- Décors : Véronique Sacrez[2]
- Photographie : Marc Koninckx[2]
- Montage : Christine Lucas Navarro[2]
- Son : Yves Bemelmans[2]
- Musique : Nicolas Errèra
- Production : Thomas Anargyros[2]
- Sociétés de production : EuropaCorp Television ; Fontana[2] (coproduction)
- Société de distribution : France 3
- Pays d’origine :  Belgique
- Langue originale : français
- Format : couleur
- Genre : téléfilm drame biographique
- Durée : 87 minutes[2]
- Dates de diffusion :
  - Suisse romande : 21 juin 2017 sur RTS Un[3]
  - France : 12 septembre 2017 (avant-première à l’École nationale de la magistrature) ; 19 septembre 2017 sur France 3 (première diffusion)

## Distribution
- Clotilde Courau : Me Gisèle Halimi
- Hippolyte Girardot : le président de la cour d'assises
- Bérangère McNeese : Malia
- Camille Sansterre : Nicole
- Antoine Giet : Fred
- Pierre Andrau : Bruno Mancini
- Stéphane Rideau : Pierre Mathieu
- Baudoin Cristovéanu : Patrice Moreau
- Sam Karmann : le Pr Minkowsky
- Romane Bohringer : Arlette Laguiller
- Yannick Choirat : Me Michel Tubiana
- Patrick Mille : Me Gilbert Collard
- Patrick Catalifo : Émile Mancini
- Jean-Michel Balthazar : le patron de l'hôtel
- Valérie Lemaître : Colette de Marguerye

## Production

### Attribution des rôles
Les actrices Bérangère McNeese et Camille Sansterre interprètent les rôles de Nicole et Malia, personnages inspirés des deux jeunes touristes belges, Anne Tonglet et Araceli Castellano.

### Tournage
Au début de décembre 2016, l’équipe du tournage se rend au palais de justice de Namur pour servir de décors intérieurs du tribunal d’Aix-en-Provence parce que le réalisateur Alain Tasma en « est tombé amoureux (…) et qu’il correspondait à celui d’Aix-en-Provence en 1980 », souligne précise le directeur de production Jean-Yves Dupuis.

## Accueil

### Diffusion
Le Viol est tout d’abord diffusé le 21 juin 2017 sur RTS Un en Suisse romande.
En France, il est projeté le 12 septembre 2017 en avant-première à l’École nationale de la magistrature (ENM) à Bordeaux. Il est sélectionné et présenté le 15 septembre 2017 au Festival de la fiction TV de La Rochelle. Sa première diffusion à la télévision française se déroule le 19 septembre 2017 sur France 3, avec en seconde partie de soirée, un débat animé par Carole Gaessler.

### Accueil critique
Sur le site Le Genre et l'Écran, Geneviève Sellier dit du téléfilm notamment qu'« il devient si rare que le service public propose des œuvres d’une telle qualité qu’il faut saluer cette initiative […] ».

### Audience
Diffusé sur France 3 dans la première partie de soirée en ce 19 septembre 2017, Le Viol attire 3,5 millions de téléspectateurs, soit une part de marché de 14,6 %.